# محمية بو السياييف البحرية
محمية بو السياييف البحرية تعتبر محمية بو السياييف أحد أهم المحميات الطبيعية التي تقع في إمارة أبو ظبي، في الإمارات العربية المتحدة، فهي تستهدف بشكل مباشر السائحين الذي يحبون مراقبة الطيور أو إستكشاف الحياه الطبيعية البحرية، فهي تحتوي على العديد من المعالم الطبيعية مثل أشجار المانغروف، المستنقعات المالحة ،أحواض الأعشاب البحرية الغنية بالحياة البرية وأيضاََ أكثر من 50 نوعًا من الطيور، أما بالنسبة للطيور التي تقوم على أداء العروض فهناك أيضًا الطائر ذو الأرجل الوردية حيث تستضيف المحمية أكثر من 1500 زوج من التكاثر و طيور الفلامنجو الصغيرة.

## نبذة عامة
تعتبر محمية بو السياييف عبارة عن أرض رطبة ساحلية تغطي أكثر من 14500 هكتار في غرب قناة المصفح، على بعد حوالي 20 كيلومترًا خارج مدينة أبوظبي، حيث ترجع الأهمية الدولية للموقع إلى موائل الأراضي الرطبة المتنوعة للغاية بما في ذلك أشجار المانغروف والمستنقعات المالحة وأحواض الأعشاب البحرية والعدد الكبير من الأنواع التي تستضيفها، حيث قامت المحمية في عام 2009 على استضافة واحدة من أكبر أحداث التكاثر لطيور الفلامنجو الكبيرة (بالإنجليزية: Phoenicopterus roseus)‏ مع رقم قياسي بلغ 2000 زوج تكاثر و 801 صغارًا، تدعم المحمية أيضًا الأنواع المهددة عالميًا بالإنقراض مثل سلحفاة منقار الصقر (بالإنجليزية: Eretmochelys imbricata)‏، السلاحف الخضراء (بالإنجليزية: Chelonia mydas)‏، النسر المرقط الأكبر(بالإنجليزية: Aquila clanga)‏، الغاق السقطري (بالإنجليزية: Phalacrocorax nigrogularis)‏ والأطوم (بالإنجليزية: Dugong dugon)‏، التي يعود سبب تهديد إنقراضها إلى التهديدات المحتملة داخل وحول الموقع بنمو المساكن والمناطق التجارية والصناعية وأنشطة النقل وصيد الأسماك.
ومن جهة أخرة يعتبر هذا الموقع مهم للطيور المائية المهاجرة، ولا سيما الطيور الساحلية حيث يستخدم الآلاف من الخواضون المسطحات الطينية للمد والجزر للتغذية والتجثم، وكذلك تقوم المحية على توفير خدمات النظام البيئي الأخرى مثل إعادة تدوير المغذيات ، وحضانة للأسماك والحماية من العواصف
ووفقاً لهيئة البيئة في أبو ظبي فإن نسبة مساحة الأعشاب البحرية في المحمية تمثل 2.17 % من المياه البحرية لإمارة أبوظبي، بينما تقدر عدد الدلافين في المحمية بنسبة 4% من إجمالي المياه البحرية لإمارة أبوظبي.

## الجيولوجيا العامة
تشبه الجيولوجيا العامة للمنطقة بقية ساحل أبوظبي مع رواسب الهولوسين، أما القنوات فهي قنوات المد والجزر بين الشمال والجنوب مع غابات المنغروف التي تقوم على تشريح نظام الجزر بين الشمال والجنوب، حيث لا توجد سبخات ملح فوق المد والجزر في الجانب الجنوبي من المنطقة ، ولكن توجد حصائر طحلبية واسعة في الجانب الشمالي والشمالي الغربي، أما بما يخص المناخ فمناخ المنطقة جاف مع ارتفاع درجات الحرارة ونسبة التبخر تفوق نسبة هطول الأمطار، ويكون الشتاء في هذه المنطقة أكثر الفترات الغير مستقرة حيث يمكن لأنظمة الطقس النشطة أن تنتج أمطارًا ورياحًا قوية ، يتناقص تواترها في الربيع مع زيادة درجة الحرارة

## أنشطة في محمية بو السياييف البحرية
يمكن زيارة محمية أبو السياييف البحرية  مجاناً واستكشاف 99 نوعاً من الطيور الفريدة والمهددة بالانقراض ، ومراقبة الحيوانات البحرية وأبرزها الدلافين والتمتع بأجواء الحياة البرية واستكشاف أنواع الحيوانات الأخرى المهددة بالانقراض

## هيئة البيئة في أبوظبي
تم تكليف هيئة البيئة في أبو ظبي على إدارة محمية بو السياييف، حيث قامت الهيئة على إجراء العديد من الدراسات في هذه المحمية، التي تبين من خلالها بأن المحمية تتميز بمستنقعات ومسطحات بالإضافة إلى الحشائش البحرية قليلة العمق، بالإضافة على وجود مناطق متفرقة نمت بها أشجار القرم، وقامت الهيئة بجمع عينات عشوائية مابين مناطق السالمية (الحديريات) حالة البحراني والفطيسي، حيث تم توثيق كل المعالم العامة والعمق ومجموعات الإحياء، وتم أيضاََ قياس المتغيرات الفيزيائية للمياه وتحديد متوسطات درجة الحرارة والملوحة ودرجة تركيز والأكسجين المذاب، بالإضافة بالقيام بالعديد من الدراسات على النباتات والحيوانات القاعية وذلك من خلال تقنية الغوص الحر تحت الماء واستخدام المجهر المائي.

## وصلات خاريجة
- حقائق علمية عن المحمية
- خرائط جوجل، الموقع الرسمي للمحمية
- معلومات علمية دقيقة عن المحمية

## أنظر أيضاََ
- محمية الظليمة
- محمية الفاية
- محمية جبل البحيص
- محمية مليحة
- محمية الحبارى الطبيعية
- محمية الوثبة للأراضي الرطبة
- قائمة المناطق المحمية في دولة الإمارات العربية المتحدة